# Indisk ökenlöpare
Indisk ökenlöpare (Cursorius coromandelicus) är en fågel i familjen vadarsvalor inom ordningen vadarfåglar.

## Utseende
Indisk ökenlöpare är en 23 cm lång vadarfågel med långa ben och vingar och en lätt nedåtböjd näbb. Ovansidan är gråbrun, undersidan orangefärgad med mörk buk. På huvudet syns en kastanjefärgad hjässa, ett vitt och långt ögonbrynsstreck samt ett mörkt ögonstreck. I flykten uppvisar den breda, rundade vingar och ett vitt band över de övre stjärttäckarna. Ungfågeln är brunbandat kastanjebrun under.

## Läte
Kontakt- och varningsläte är ett lågt "gwut" eller "wut".

## Utbredning och systematik
Indisk ökenlöpare förekommer fläckvist från Pakistan till Indien och Sri Lanka. Arten är huvudsakligen stannfågel, men lokalt nomadisk. Den behandlas som monotypisk, det vill säga att den inte delas in i några underarter.

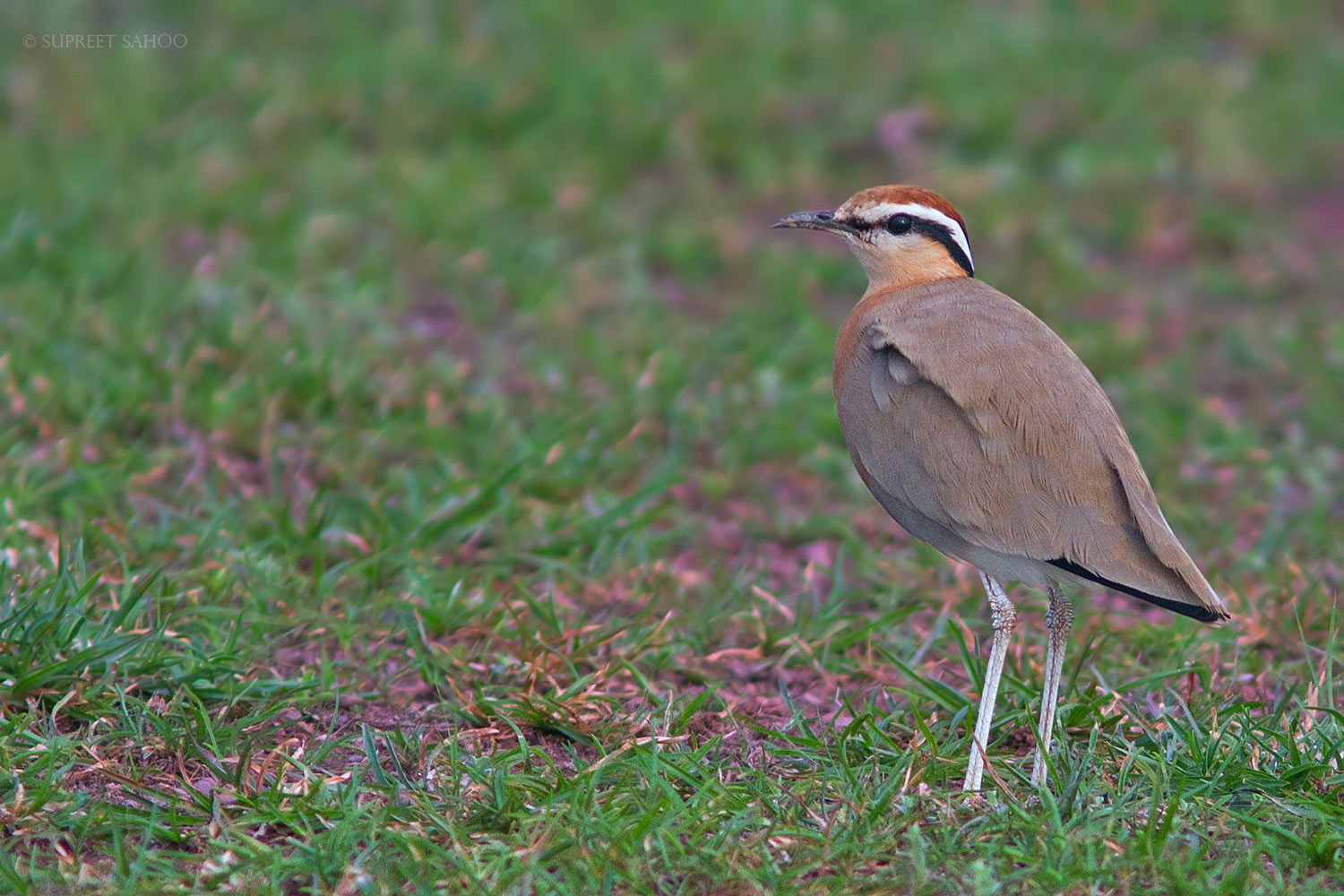

## Levnadssätt
Indisk ökenlöpare hittas på torra steniga slätter, ruderatmark med spridda buskar och plogade fält. Födan består av skalbaggar och deras larver, framför allt svartbaggar, men även gräshoppor, mullvadssyrsor av släktet Gryllotalpa och andra insekter som myror. Fågeln häckar från slutet av februari till augusti, med ungar observerade i Haryana i mars och i Gujarat i februari. På Sri Lanka häckar den huvudsakligen i maj–juni.

## Status och hot
Arten har ett stort utbredningsområde och en stor population med stabil utveckling och tros inte vara utsatt för något substantiellt hot. Utifrån dessa kriterier kategoriserar internationella naturvårdsunionen IUCN arten som livskraftig (LC).

## Namn
Fågelns vetenskapliga artnamn coromandelicus  syftar på Koromandelkusten i sydöstra Indien, som i sin tur är en portugisisk förvrängning av Cholamandalam, cholafolkets kungarike.